# Барятино (Мещовский район)
Барятино (ранее Борятино) — деревня в Мещовском районе Калужской области. Входит в состав сельского поселения «Посёлок Молодёжный».

## География
Расположена в центральной части области в 17 км восточнее Мещовска на 218 км автодороги М3 «Украина».

## История
До революции Барятино было центром Барятинской волости Мещовского уезда. В селе проводилась ярмарка в день Вознесения Господня и еженедельные базары, работала земская школа. Сохранились развалины каменной Церкви Рождества Пресвятой Богородицы (1823 год) и дворянской усадьбы.
Усадьба на слиянии рек Клютомы и Грицкая была построена во второй половине XVIII века князьями Козловскими, владевшими в то время Борятиным. В усадебный комплекс входили каменный господский дом, домашний театр, каменные службы. Ограда вокруг парка сохранилась фрагментарно. В парке был устроен каскад из прудов (в настоящее время они спущены, остались плотина и мост). Князь Козловский устроил в Борятино крепостной театр, актёры которого давали представления на ярмарках в Мещовске, а также в Москве и Петербурге.

### Знаменитые земляки
- Иван Михайлович Боховкин (16 февраля 1912 — 6 февраля 1979) — советский химик, профессор, ректор Архангельского лесотехнического института (1966—1979).

## Население
| 1859 | 1880 | 1896 | 1913 | 1984 | 2010 |
| ---- | ---- | ---- | ---- | ---- | ---- |
| 278  | 254  | 248  | 326  | 50   | 4    |

## Инфраструктура
В середине 1980-х годов в деревне имелась восьмилетняя школа, магазин, медицинский пункт, почтовое отделение, клуб. Барятино было центральной усадьбой колхоза имени Калинина. После слияния колхозов имени Калинина и имени Ленина в конце семидесятых годов, центральная усадьба переместилась в соседнее Лаптево и жизнь в Барятино стала потихоньку замирать.